# Erdei cserebogár
Az erdei cserebogár (Melolontha hippocastani) a rovarok (Insecta) osztályának bogarak (Coleoptera) rendjébe, ezen belül a mindenevő bogarak (Polyphaga) alrendjébe és a ganajtúrófélék (Scarabaeidae) családjába tartozó faj.
Társnevei: gesztenye cserebogár, lógesztenye cserebogár, vadgesztenye bogár.
A májusi cserebogárhoz (Melolontha melolontha) nagyon hasonló, 25-35 milliméter hosszú bogárfaj. Nyakpajzsa vöröses, a potroh vége hirtelen elkeskenyedő és gömbben végződik. Az erdei és májusi cserebogár pajorjainak megkülönböztetésére nincs biztos jegy. Az egyedfejlődése 4 éves.

## Előfordulása
Az erdei cserebogár Közép-Európa keleti részétől, egészen a Bajkálontúli Szibériáig fordul elő. Általában szigetszerű foltokban fordul elő. Nálunk mindenfelé elterjedt.

## Alfaja
- Melolontha hippocastani mongolica Ménétriés, 1854 - szin: Melolontha mongolica Ménétriés, 1854

## Megjelenése
Az erdei cserebogár körülbelül 2,5-3,5 centiméter hosszúságával kisebb, mint közeli rokona, a hozzá nagyon hasonló májusi cserebogár. Az erdei cserebogár farfedője (az utolsó potrohgyűrű kemény hátlemeze) rövid, háromszög alakú, nyúlványa kicsi, csúcsa gombszerűen kiszélesedik, előtora többnyire vörös. A tor alsó része barnás, gyengén szőrös. A szárnyfedők világosabbak és kevésbé bordázottak.

## Életmódja
Az erdei cserebogár, a napfényes erdők és erdőszélek lakója.

## Szaporodása
A májusi cserebogárhoz hasonlóan párosodás előtt a bogaraknak táplálékot kell magukhoz venniük. Ez az ürülékképzéssel van összefüggésben, amely a pajorok beoltásához szükséges; azok belében ugyanis szimbiotikus mikroorganizmusok találhatók, amelyek a táplálékul szolgáló gyökerek cellulózrostjait és egyéb anyagait feltárják számukra. A nőstény párzás után beássa magát a földbe, és petéit lerakva elpusztul.